# Freienstein (monte)
Il  Freienstein   è un monte alto 1 279 metri sul livello del mare sito in Austria nella regione della Stiria. Si erge come una vetta isolata nella valle dell'Enns. La montagna sita nella parte orientale dei monti del Dachstein si trova nel nord-est del comune di Aich nel Distretto di Liezen, a pochi metri dal confine comunale con Gröbming.  Il 7 maggio 2016 è stata trasportata ed eretta una nuova croce sulla vetta del Freienstein. L'iniziativa è stata promossa dal Soccorso Alpino di Gröbming. 

## Geografia
Il Freienstein è una barriera calcarea poco appariscente e densamente boscosa, coronata da diverse cime rocciose, che si trova a sud dei monti del Dachstein e offre numerose sorprese sia dal punto di vista tecnico che paesaggistico. L'attraversamento longitudinale è  praticato per gli escursionisti esperti che non soffrono di vertigini; offre viste incantevoli sullo Stoderzinken, sulla Kammspitze e sul Grimming da un lato e sui Tauri di Schladming (Gumpeneck, Hochwildstelle, Höchstein) e sulla valle dell'Enns. Le montagne più vicine nelle vicinanze sono: lo Sticklereck (1 283 m) a 1 chilometro, lo Sonnwendkogel (1 498)  a 2 chilometri, lo Stoderkinzen (2 048 m) a 3 chilometri e l'Aichberg (1 353 ) a 3,1 chilometri.

## Accesso
Dalla piazza del paese di Assach, camminiamo fino alla caserma dei pompieri  si segue il "Sentiero escursionistico 100" sulla destra fino al bivio per la "Forcella Assacher". I cartelli indicano ora la strada per Freienstein. Dopo una breve salita (richiede assenza di vertigini), si prosegue lungo la cresta fino alla cima del Freienstein.
Seguendo il sentiero verso est, il percorso è costantemente in salita e discesa, con alcuni tratti di facile salita, fino al bivio per Goassteig e Pruggern-Gröbming. Qui, è possibile fermarsi per un rinfresco al rifugio Stöcklhütte (circa 15 minuti di cammino).
Altrimenti, si tiene la sinistra e dopo 700 m, ancora a sinistra, seguendo il Goassteig per tornare alla Forcella Assacher.
Si può tornare indietro percorrendo lo stesso sentiero, oppure fare attenzione: sotto l'ingresso della via di arrampicata, c'è un sentiero che attraversa il Nock fino ad Assach. È una facile escursione attraverso il bosco e prati.
La salita da Assach dura due ore lungo un sentiero escursionistico ben segnalato (sentiero n. 100).
In alternativa, è possibile percorrere il sentiero a Pruggern o fare una deviazione al parco avventura di Gröbming.
Anche il sentiero forestale da Assach all'Assacher Scharte è un itinerario ideale per il nordic walking. Per i più attivi, il sentiero prosegue fino allo Stoderzinken.